# Мале Чураєво
Мале Чура́єво (рос. Малое Чураево) — присілок у складі Кувандицького міського округу Оренбурзької області, Росія.

## Населення
Населення — 26 осіб (2010; 42 у 2002).
Національний склад (станом на 2002 рік):
- башкири — 98 %